# Bruno Rothschild

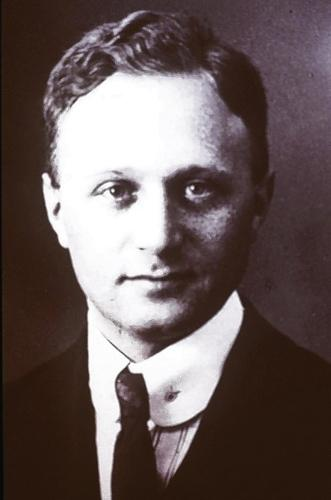
Bruno Rothschild

Bruno Rothschild (* 24. Januar 1900 in Lohr am Main; † 24. Dezember 1932 in Nürnberg) war ein deutscher Priester. Er war Konvertit vom Judentum zum Katholizismus. Mit der heiliggesprochenen Edith Stein und der stigmatisierten Therese Neumann von Konnersreuth verbanden ihn persönliche Freundschaften.

## Leben

### Herkunft und frühe Zeit
Bruno Rothschild war das älteste von drei Kindern der Geschäftsleute Hermann und Helene Rothschild aus Lohr am Main. Die Eltern lebten in der Kleinstadt als gläubige Juden und angesehene Bürger.
Der Junge besuchte das Lohrer Gymnasium, musste 1918, kurz vor Ende des Ersten Weltkrieges, als Soldat einrücken und kam an die Front. Anschließend trat er dem Freikorps Würzburg bei, in dessen Reihen er an der Niederschlagung der Münchner Räterepublik teilnahm. Ende 1919 kam er nach Lohr zurück und absolvierte das Abitur. Danach studierte Bruno Rothschild erst ein Semester Medizin und wechselte dann zur Pharmazie in Würzburg bzw. Jena.
Am 23. März 1924 nahm er an einer nationalen politischen Versammlung in Lohr teil.
Als dort gegen die Juden gehetzt wurde, verteidigte der ehemalige Frontsoldat Rothschild seine Glaubensgenossen, ließ sich dann aber auf das Feld der Religion locken und zu der Äußerung provozieren, Jesus sei ein außereheliches Kind von Maria und einem römischen Besatzungssoldaten gewesen. Daraufhin kam es zu einem Tumult; einige Versammlungsteilnehmer stürzten sich auf den Studenten und verprügelten ihn. Die beiden Stadtpfarrer Joseph Abel (katholisch) und Friedrich Fuchs (evangelisch) wiesen Rothschilds Äußerungen mit einer gemeinsamen Erklärung in der Lohrer Zeitung als „uralte und durch nichts bewiesene antichristliche Schmähung“ zurück. Auch die israelitische Kultusgemeinde distanzierte sich von ihm, worauf er empört seinen Austritt aus der jüdischen Religionsgemeinschaft erklärte. Bruno Rothschild wurde in einer Gerichtsverhandlung zu Aschaffenburg wegen Gotteslästerung verurteilt, was jedoch nicht die beiden Geistlichen veranlasst hatten. Pfarrer Abel zeigte vielmehr Nachsicht und Verständnis, als Rothschild das Gespräch mit ihm suchte und sein Interesse am christlichen Glauben zu erkennen gab.
In Lichtenfels (Oberfranken), wo der Pharmazeut 1926/1927 an der Stadtapotheke beschäftigt war, hörte er in einem Vortrag erstmals von der stigmatisierten Therese Neumann (1898–1962) in Konnersreuth und fuhr mit dem Fahrrad dorthin. Die Begegnung mit ihr bestärkte Bruno Rothschild auf seinem Weg zum Christentum. In Konnersreuth schloss er zudem Freundschaft mit Fritz Gerlich, Chefredakteur der Münchner Neuesten Nachrichten. Der calvinistische Publizist Fritz Gerlich wollte ursprünglich den dortigen „Schwindel“ aufdecken, wandte sich aber 1931 dem katholischen Glauben zu und wurde als bekannter Kämpfer gegen den Nationalsozialismus 1934 im KZ Dachau ermordet.
1927 ging Bruno Rothschild beruflich in die damals bayerische Pfalz, nach Germersheim und Speyer. Neben seiner Arbeit war er beständig auf der Suche nach religiöser Bildung und Geborgenheit. Rothschild lernte die in Speyer ansässige und später heiliggesprochene Lehrerin Edith Stein kennen, die vom Judentum zum Katholizismus konvertiert war. Mit ihr blieb er von nun an zeitlebens in Verbindung.

### Konvertit und Priester

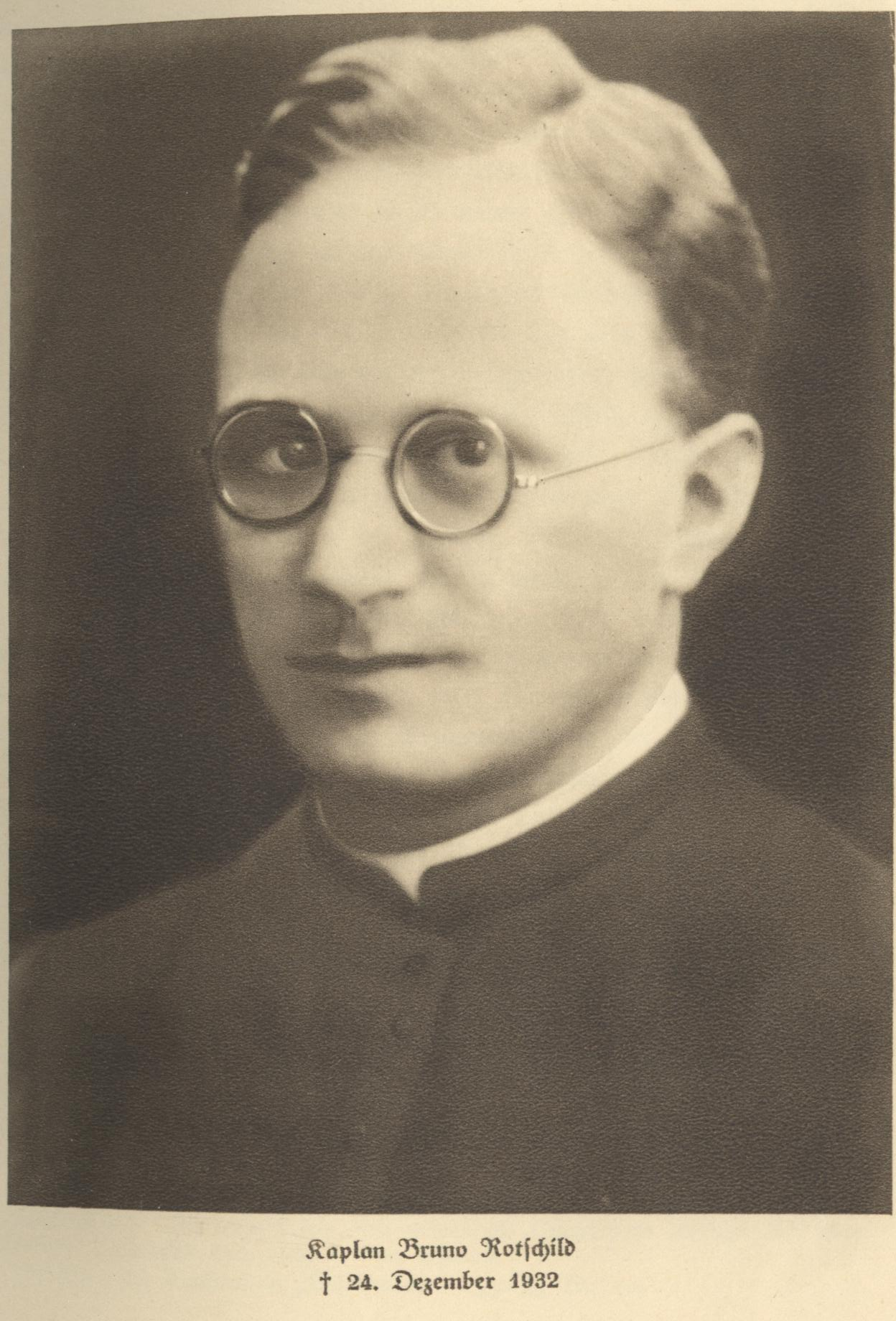
Bruno Rothschild als katholischer Priester, 1932

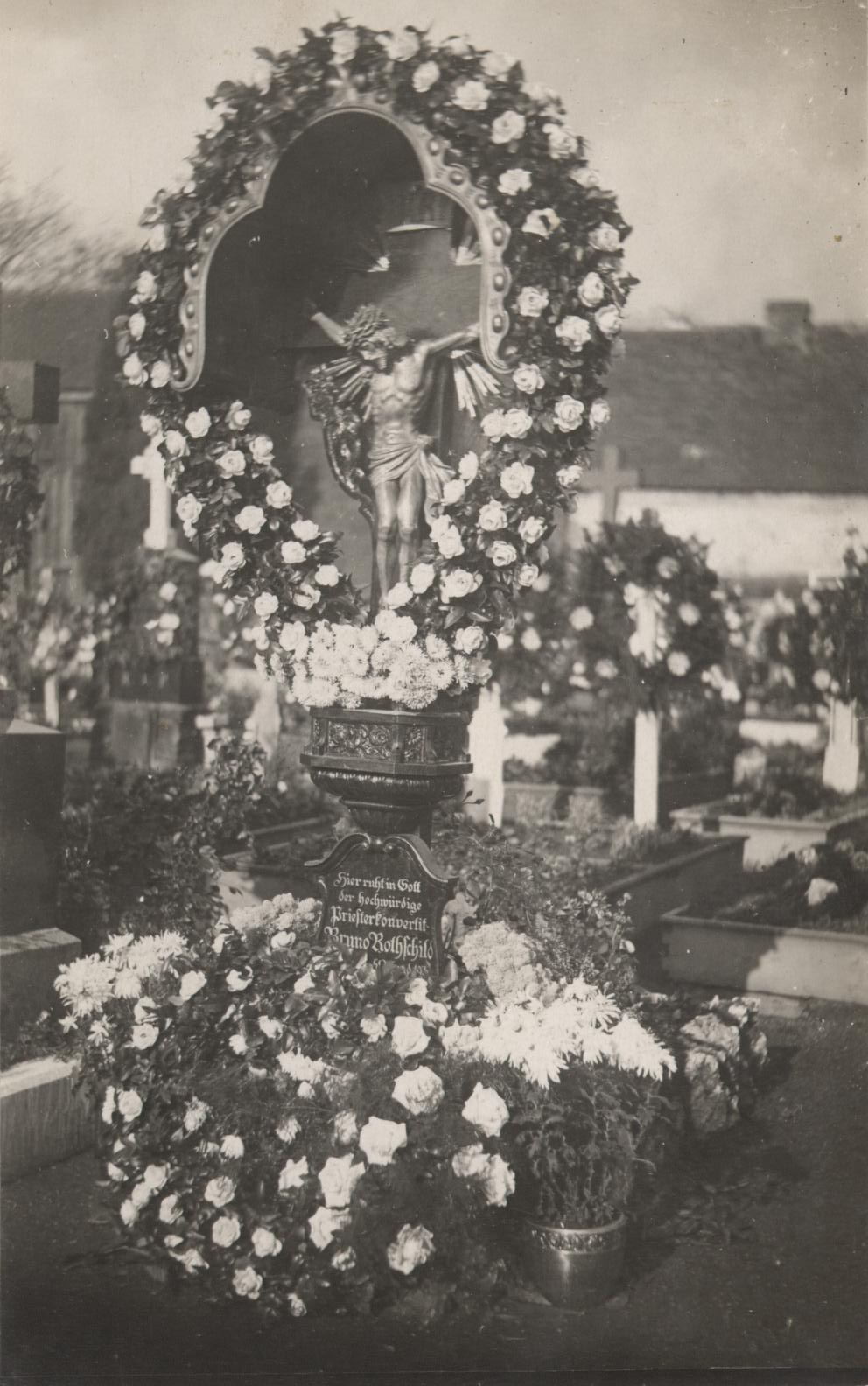
Grab Bruno Rothschilds in Konnersreuth, 1933

Seinen Urlaub verbrachte Bruno Rothschild 1928 in Konnersreuth. Dort nahm er katholischen Religionsunterricht, empfing am 10. August 1928 in der Konnersreuther Pfarrkirche die Taufe und nahm den Zweitnamen Paul an. Therese Neumann gehörte zu seinen Paten.
Infolge der Konversion und der daraus resultierenden Bekanntheit des jungen Apothekers kam es zu heftigen Auseinandersetzungen mit den Eltern. Während der Vater jeglichen Kontakt rigoros abbrach, erhielt die Mutter die Verbindung aufrecht. Bruno Paul Rothschild entschloss sich, über seinen Glaubenswechsel hinaus Theologie zu studieren und katholischer Priester zu werden.
Am 29. Juni 1932 erhielt Rothschild in Eichstätt die Priesterweihe, ab 13. August 1932 trat er eine Stelle als Kaplan zu Arberg bei Ansbach an. Wegen eines sich bemerkbar machenden Herzleidens entschloss sich der Priester zu einer Kur in Bad Wörishofen. Nach deren Ende wollte er sich in Konnersreuth noch etwas erholen. Hier erreichte ihn am 22. Dezember 1932 die überraschende Nachricht, dass sein Vater tags zuvor verstorben sei, worauf er sofort nach Lohr fuhr. Die Beerdigung fand am 23. Dezember auf dem jüdischen Bezirksfriedhof in Laudenbach (Karlstadt) statt, vorher gab es eine Trauerfeier vor dem Haus des Verstorbenen.
Der Priester blieb über Nacht in Lohr. Am Heiligen Abend in aller Frühe feierte er in der dortigen Kapuzinerkirche die erste und letzte Heilige Messe in seiner Heimatstadt. Dann trat er die Rückreise nach Konnersreuth an, da man ihn am Abend zur Christmette erwartete. Um 14.30 Uhr erlitt Kaplan Rothschild auf dem Nürnberger Hauptbahnhof, wo er aus Richtung Würzburg angekommen war und in den Zug nach Waldsassen umsteigen wollte, einen schweren Herzanfall. Er habe nur noch das Wort „Heiland“ flüstern können und sei dann tot zusammengebrochen, berichteten Augenzeugen.
Der seinerzeit sehr populäre Konvertit wurde in Konnersreuth beigesetzt; an der Trauerfeier, die unter großer Beteiligung von nah und fern vor sich ging, nahm auch Therese Neumann in einem Rollstuhl teil. Das antijüdische Hetzblatt Der Stürmer, das seine Konversion zum Christentum in der gehässigsten Weise kommentiert hatte, nutzte jetzt seinen Tod, um die Angehörigen zu verdächtigen, sie hätten den „Abtrünnigen“ vergiftet.
Der Mutter und den Geschwistern gelang es später, sich auf abenteuerlichen Wegen über Russland und Japan nach Amerika zu retten. Bruno Rothschilds Mutter Helene starb 1951 in Chicago.